# 北深志
北深志（きたふかし）は長野県松本市の地名。現行行政地名は北深志1丁目から北深志3丁目。住居表示実施済み。郵便番号は390-0872。

## 地理
松本城の北側に位置する。北で桐、東で旭、南東で城東、南で丸の内、西で開智、北西で沢村と隣接する。

## 歴史
江戸時代当時は松本城下の外れにあり、御徒士（おかち）町を境に武家屋敷と町家に分かれていた。松本城から放射線状に見て、田町まではいわゆる騎馬武士の、御徒町は名の通り徒士の屋敷があった場所だといわれている。北国西街道が通っていたため人通りが多く北の入り口には番所が置かれていた。
明治になり松本町は武家の「松本北深志町」と町人の「松本南深志町」に分かれた。やがて市制施行した頃には北深志町の部分は大字北深志に、南深志町の部分は大字南深志になった。しかし、戦後になり松本市街地に住居表示が導入され、そのための町丁設定が行われると、このあたりが住居表示実施区域の「北深志」に指定されて北深志の行政地名は残ったのに対し、南深志は「深志」や「中央」といった地名に改められている。俗称地名では新町、西町、萩町、安原町、田町、御徒町、天白町などが該当する。
1994年には松本サリン事件が発生し、市民に甚大な被害をひき起こした。

### 沿革
- 1965年9月1日 - 全域で住居表示実施[4]。

## 世帯数と人口
2018年（平成30年）10月1日現在の世帯数と人口は以下の通りである。
| 丁目        | 世帯数  | 人口    |
| ----------- | ------- | ------- |
| 北深志1丁目 | 364世帯 | 742人   |
| 北深志2丁目 | 185世帯 | 414人   |
| 北深志3丁目 | 226世帯 | 501人   |
| 計          | 775世帯 | 1,657人 |

## 小・中学校の学区
小中学校の学区は以下の通りである。
| 町会名 | 町会名                       | 小学校             | 中学校             |
| ------ | ---------------------------- | ------------------ | ------------------ |
| 1丁目  | 袋町の一部 安原町の一部 新町 | 松本市立旭町小学校 | 松本市立旭町中学校 |
| 1丁目  | 上記以外                     | 松本市立開智小学校 | 松本市立旭町中学校 |
| 2丁目  | 徒士町の一部                 | 松本市立開智小学校 | 松本市立旭町中学校 |
| 2丁目  | 上記以外                     | 松本市立旭町小学校 | 松本市立旭町中学校 |
| 3丁目  | 3丁目                        | 松本市立旭町小学校 | 松本市立旭町中学校 |

## 交通
町域に鉄道駅はなく、JR大糸線の北松本駅が最寄り駅となる。

## 施設

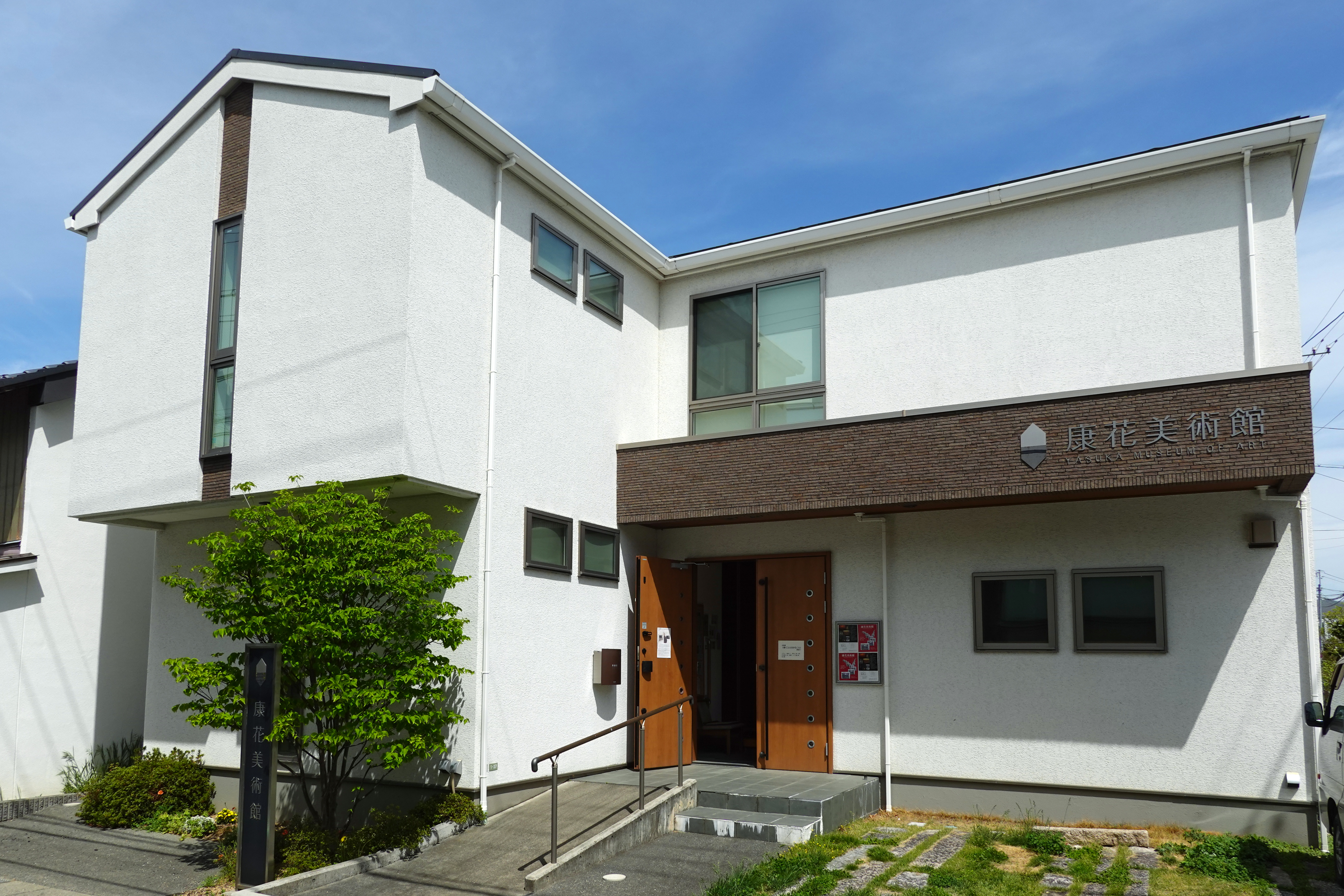
康花美術館

- 新町公民館
- 松本北深志郵便局
- 康花美術館
- 稲荷大明神
- 天白神社